# 劉騊駼
劉騊駼（？—126年），劉復之子，博學多才，封臨邑侯。
安帝永初（107年—113年）中任校書郎，與劉珍、李尤奉命續撰《漢記》，徙至南宮東觀，故稱《東觀漢記》。曾與和馬融和劉珍在東觀校定《五經》。又與從兄平望侯劉毅等撰寫《中興以下名臣烈士傳》，多散佚，僅〈上書請著太后註記〉存於《後漢書·和熹鄧皇后紀》。126年，“刘珍等《东观汉纪》垂成，会与刘騊駼、李尤等并卒。”